# ラジオ・オピニオン
ラジオ・オピニオンは、日本民間放送連盟に加盟するラジオ局が、ラジオ番組のリスナーを対象に実施する意識調査。調査の運営をビデオリサーチに委託している。

## 概要
2009年からラジオメディアの力を発信することを目的に、社団法人日本民間放送連盟ラジオ委員会が不定期で実施。調査期間は1日（5:00〜24:00）で、特設サイトを通じて質問に答えるようになっている。
表向きには、同連盟に加盟する民放ラジオ局の企画扱い。調査に参加するラジオ局は、調査日のみ自局の公式サイトから特設サイトにリンクを張るほか、調査の実施を告知するスポットCMを繰り返し放送する。しかし実際には、調査の運営から回答者への謝礼発送までのプロセスを、ビデオリサーチが担っている。
調査については、在京の民放ラジオ局5社のみが参加する場合と、全国の民放ラジオ局101社がすべて参加する場合がある。また、調査に参加したリスナーから、抽選でクオカードなどの謝礼を進呈する。

## 実施日時・質問テーマ
- ◎：日本民間放送連盟に加盟する民放ラジオ局101社で実施（全国調査）
- ●：在京ラジオ局5社（TBSラジオ、文化放送、ニッポン放送、TOKYO FM、J-WAVE）のみで実施

### ラジオ・オピニオン2009
- 2009.5.18 5:00〜2009.5.19 24:00  「あなたは賛成?反対? 2016東京オリンピック」●[1]
- 2009.9.14 5:00〜24:00 「あなたの生活満足度は何パーセント?」◎[2]
- 2009.11.25 5:00〜24:00 「“喜・怒・哀・楽”別パーソン・オブ・ザ・イヤー」◎[3]